# Nancy Reagan
Nancy Davis Reagan (New York, 6 juli 1921 – Bel Air (Los Angeles), 6 maart 2016) was een Amerikaans actrice en presidentsvrouw. Ze was de echtgenote van Ronald Reagan, die president was van de Verenigde Staten tussen 1981 en 1989. Tot in de jaren 1960 was ze actrice.

## Biografie

### Jeugd en opleiding
Ze werd geboren als Anne Frances Robbins, het enig kind van Kenneth Seymour Robbins en Edith P. Luckett in New York, maar groeide na de scheiding van haar ouders op bij een oom en tante in Maryland. Ze studeerde van 1939 tot 1943 toneelkunst/dramatic arts aan het Smith College, de toneelkunstacademie, in Northampton (Massachusetts). Na haar studie ging ze aan het werk als verkoopster in een warenhuis in Chicago en daarna als verpleegsters-assistent in diezelfde stad. Via connecties van haar moeder kreeg zij een kleine acteerrol bij het reizende gezelschap Ramshackle Inn. Ze nam de artiestennaam Nancy Davis aan en vestigde zich in New York waar haar acteurscarrière vormen begon aan te nemen met een kleine rol in de musical Lute Song. In 1949 verhuisde Nancy naar Hollywood in Californië na een succesvolle screentest voor haar eerste speelfilm The Doctor and the Girl. Ze zou hierna nog in tien andere speelfilms spelen.

### Huwelijk met Ronald Reagan

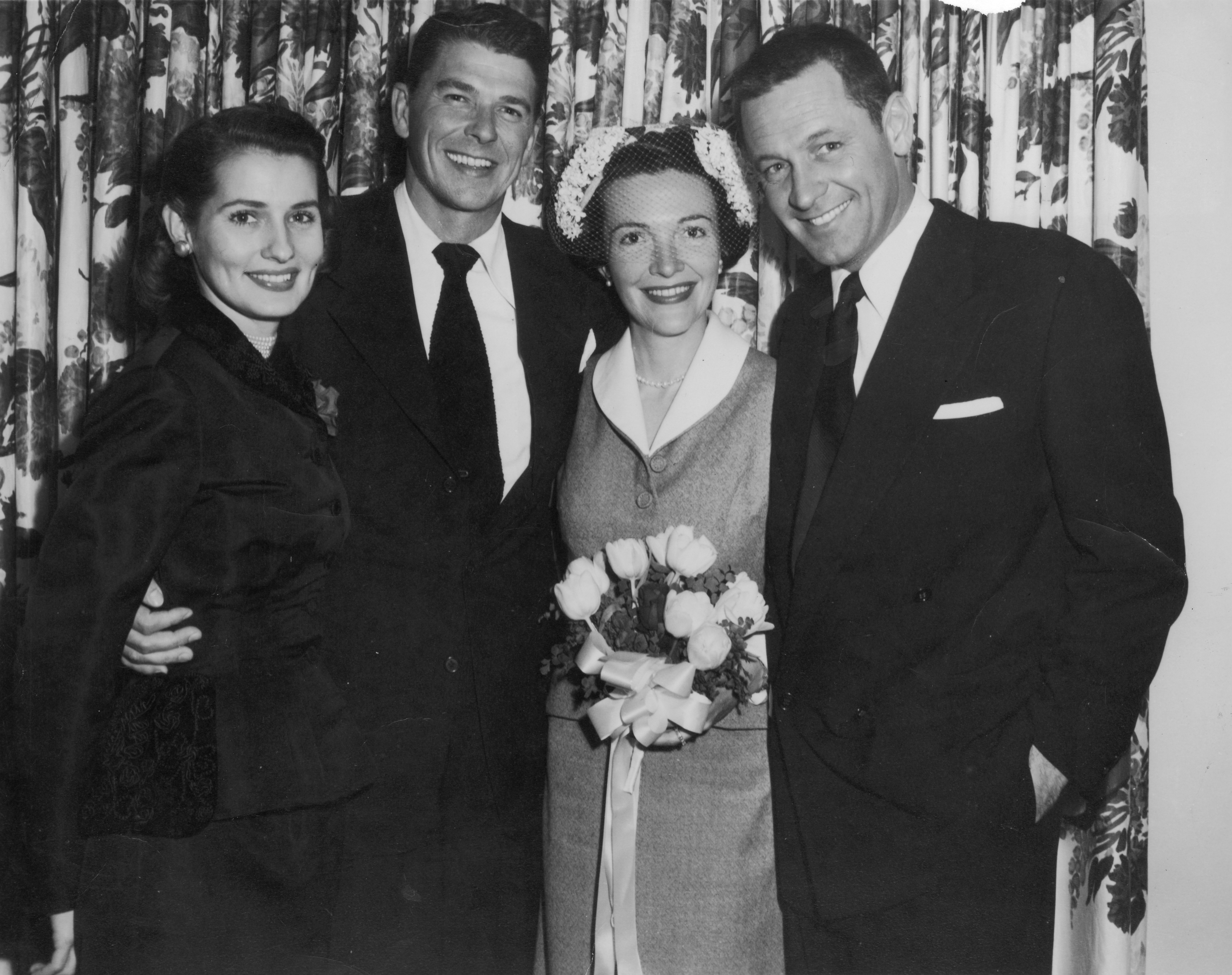
Ronald en Nancy Reagan op hun trouwdag met getuigen Brenda Marshall en William Holden.

Nancy ontmoette Ronald Reagan in 1951 en trouwde met hem op 6 maart 1952. Op 21 oktober 1952 werd hun eerste kind, Patricia Ann Reagan (beter bekend als Patti Davis) geboren, op 20 mei 1958 gevolgd door hun zoon Ronald Prescott (Ron) Reagan. Nancy werd tevens de stiefmoeder van de kinderen uit Ronalds eerste huwelijk.

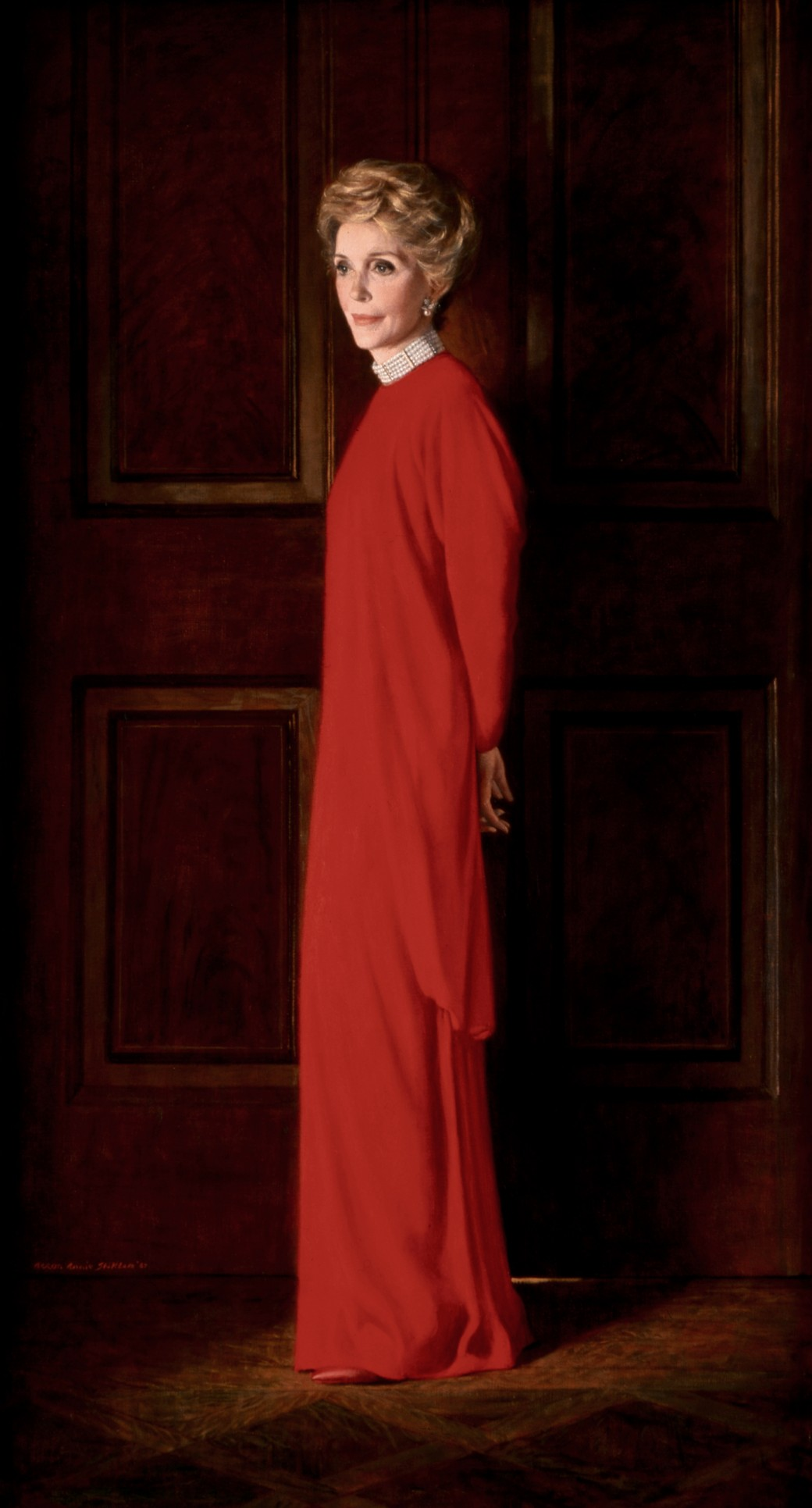
Officieel Portret als first lady

### First lady van Californië
Tijdens het gouverneurschap van Ronald Reagan in Californië van 1966 tot 1974 hield Nancy Reagan zich veelvuldig bezig met diverse goede doelen. Zo bekommerde ze zich om het lot van Vietnamveteranen, ouderen en gehandicapte kinderen.

### First lady van de Verenigde Staten
In 1981 werd Ronald Reagan president van de Verenigde Staten, waarmee Nancy Reagan de nieuwe first lady werd. Haar periode als first lady begon controversieel toen ze aankondigde de inrichting van het Witte Huis te gaan aanpakken. Als onderdeel daarvan werd zeer kostbaar serviesgoed aangeschaft en hoewel dit bekostigd werd uit een extern fonds viel dit toch in slechte aarde omdat de Amerikaanse economie in die tijd in een recessie zat. Nancy Reagan had een grote interesse in mode. Haar gevoel voor stijl werd veelal vergeleken met die van Jacqueline Kennedy. In 1982 lanceerde Nancy de campagne "Just say no" om mensen te wijzen op de gevaren van drugsgebruik. Algemeen wordt aangenomen dat Nancy Reagan achter de schermen een vrij grote invloed had op de politiek van haar echtgenoot. Toen haar echtgenoot in 1989 het Witte Huis verliet, had 56% van de Amerikanen een positief oordeel over Nancy. Na het presidentschap verhuisden de Reagans weer naar Los Angeles, in de chique buurt East Gate Old Bel Air.

### Weduwe

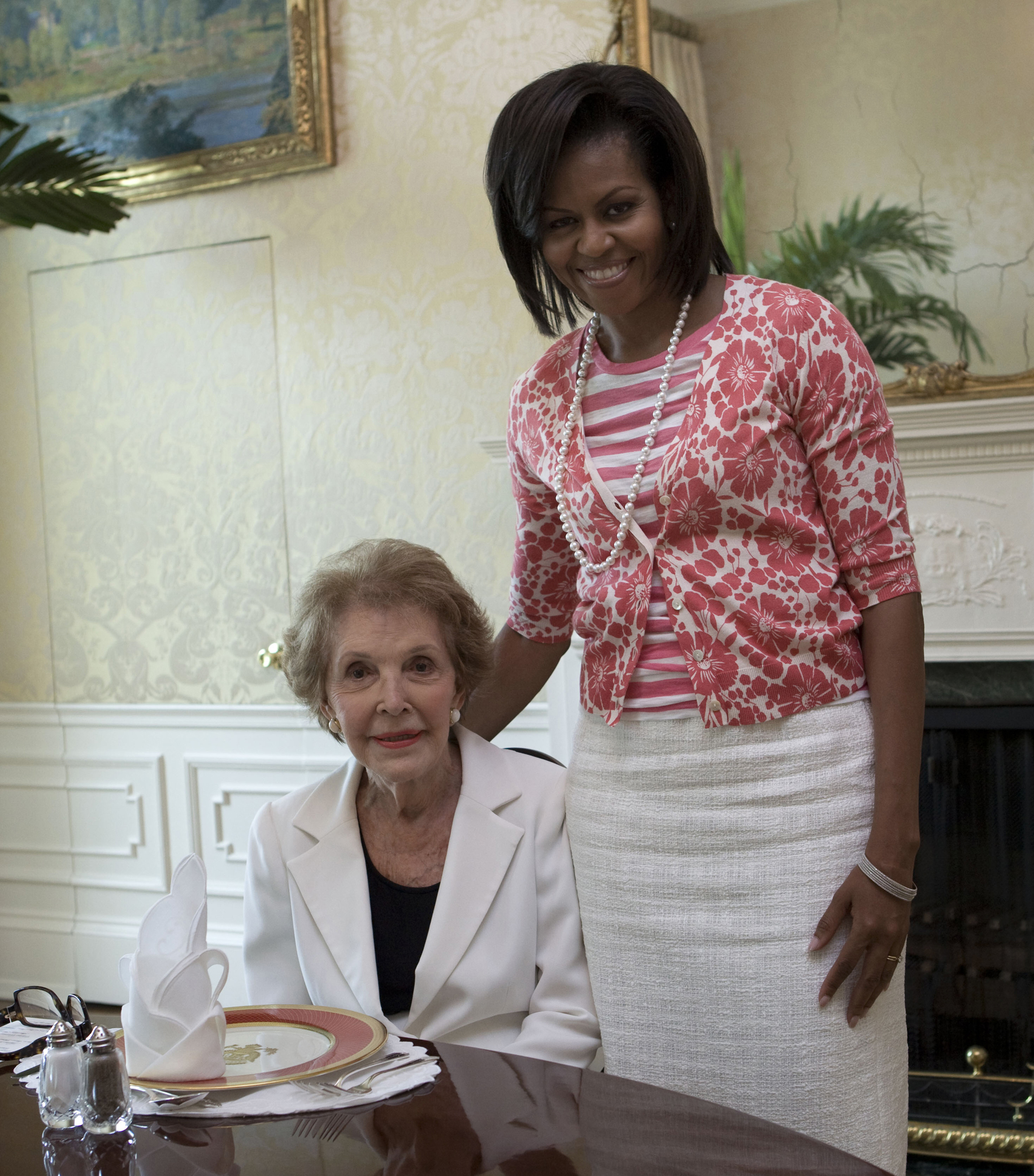
Nancy Reagan met een van haar opvolgsters: Michelle Obama

Op 5 juni 2004 overleed Ronald Reagan. Nancy bleef zich actief bemoeien met de politiek. In de hoop een geneesmiddel te vinden tegen de ziekte van Alzheimer deed ze in 2004 een beroep op president George W. Bush. Ze riep hem op stamcelonderzoek te doen bij embryo's om op die manier een geneesmiddel te vinden. Bush paste zijn beleid echter niet aan. Bij de verkiezingen voor zijn tweede termijn kreeg Bush toch haar steun.
Op 14 juli 2007 woonde ze de begrafenis bij van Lady Bird Johnson. Vanaf 2008 werd de gezondheid van Nancy Reagan brozer. In februari van dat jaar viel ze in haar huis en werd overgebracht naar een ziekenhuis. Haar heup was echter niet gebroken, zoals aangenomen werd, waardoor ze twee dagen later weer naar huis kon. In oktober 2008 viel Reagan weer en brak daarbij haar bekken en heiligbeen. In januari 2009 werd bekend dat Reagan aan de betere hand was.
In maart 2009 loofde ze president Barack Obama toen hij het verbod op stamcelonderzoek bij embryo's afschafte. In augustus 2009 overleed senator Edward Kennedy. Reagan gaf aan dat ze vreselijk verdrietig was: "Ondanks onze politieke verschillen, waren de mensen soms verbaasd hoe sterk Ronnie en ik aan de familie Kennedy gehecht waren..ik zal hem missen.". Op 12 juli 2011 woonde ze de begrafenis bij van Betty Ford.
In 2011 organiseerde Reagan een presidentieel debat in de Reagan Presidential Library, de presidentiële bibliotheek van haar man. In maart 2012 kwam Reagan ten val en twee maanden later was ze hersteld van diverse gebroken ribben. Dit voorkwam dat ze een speech, gegeven door Paul Ryan, kon bijwonen. Ze steunde de Republikeinse presidentskandidaat Mitt Romney en gaf aan dat haar man waarschijnlijk zijn zakelijke achtergrond en sterke principes zou waarderen. In april 2013 overleed de voormalige Britse premier Margaret Thatcher. Reagan zei: "De wereld heeft een ware kampioen in vrijheid en democratie verloren. Ronnie en ik kenden haar als een lieve en vertrouwde vriendin, en ik zal haar missen.".

### Overlijden
Reagan overleed in 2016 op 94-jarige leeftijd aan hartfalen. Ze werd naast haar man begraven op het terrein van diens presidentiële bibliotheek in Simi Valley, Californië.
- Bibsys: 7015292
- Biblioteca Nacional de España: XX1041547
- Bibliothèque nationale de France: cb120478783 (data)
- CiNii: DA04510949
- Gemeinsame Normdatei: 118897683
- International Standard Name Identifier: 0000 0001 1695 6259
- Library of Congress Control Number: n79121421
- Nationale Bibliotheek van Letland: 000005442
- MusicBrainz: 51b2b7b7-fd3d-4805-a655-fc93878d70a7
- National Archives and Records Administration: 10582671
- Bibliotheek van het Japanse parlement: 00453804
- Nationale Bibliotheek van Tsjechië: jn20000701479
- Nationale bibliotheek van Australië: 35960190
- Nationale Bibliotheek van Israël: 987007314189505171
- Nationale Bibliotheek van Polen: a0000001181129
- Nederlandse Thesaurus van Auteursnamen: 06865541X
- Réseau des bibliothèques de Suisse occidentale: 02-A003731089
- Istituto Centrale per il Catalogo Unico: RAVV026683
- LIBRIS: 393618
- SNAC: w6d61b04
- Système universitaire de documentation: 028695682
- Trove: 1163873
- Union List of Artist Names: 500281414
- Virtual International Authority File: 104204147
- WorldCat: E39PBJbtqTd6gKKmY9DcRfgqcP

Martha Washington ·
Abigail Adams ·
Martha Jefferson Randolph ·
Dolley Madison ·
Elizabeth Kortright Monroe ·
Louisa Adams ·
Emily Donelson ·
Sarah Yorke Jackson ·
Angelica Van Buren ·
Anna Harrison ·
Letitia Tyler ·
Priscilla Tyler ·
Julia Tyler ·
Sarah Polk ·
Margaret Taylor ·
Abigail Fillmore ·
Jane Pierce ·
Harriet Lane ·
Mary Lincoln ·
Eliza Johnson ·
Julia Grant ·
Lucy Hayes ·
Lucretia Garfield ·
Mary McElroy ·
Rose Cleveland ·
Frances Cleveland ·
Caroline Harrison ·
Mary Harrison McKee ·
Ida McKinley ·
Edith Roosevelt ·
Helen Taft ·
Ellen Wilson ·
Edith Wilson ·
Florence Harding ·
Grace Coolidge ·
Lou Hoover ·
Eleanor Roosevelt ·
Bess Truman ·
Mamie Eisenhower ·
Jacqueline Kennedy ·
Lady Bird Johnson ·
Pat Nixon ·
Betty Ford ·
Rosalynn Carter ·
Nancy Reagan ·
Barbara Bush ·
Hillary Clinton ·
Laura Bush ·
Michelle Obama ·
Melania Trump ·
Jill Biden ·
Melania Trump